# Guillermo V de Aquitania
Guillermo V el Grande (llamado Guillaume V de Poitiers le Grand (969-31 de enero de 1030), fue duque de Aquitania y conde de Poitiers (como Guillermo II o III) desde 995 hasta su muerte.
Fue hijo y sucesor de Guillermo IV con su esposa Emma, hija de Teobaldo I de Blois.

Fue amigo del obispo Fulbert de Chartres, quien encontró en él a un mecenas, y fundó una escuela y catedral en Poitiers.
Guillermo era un hombre bien educado, coleccionista de libros y convirtió la próspera corte de Aquitania en el centro de erudición del sur de Francia.

## Familia
Se casó tres veces.
Su primera esposa fue Adalemode de Limoges, viuda de Adalberto I de La Marche.
Tuvieron un hijo:
1. Guillermo, su sucesor.

Su segunda esposa fue Sancha de Gascuña (o Brisa/Prisca), hija del duque Guillermo II Sánchez de Gascuña y hermana del duque Sancho VI Guillermo.
Ella falleció en 1018.
Tuvieron dos hijos y una hija:
1. Odón, más tarde también duque
2. Adalais, que se casó con el conde Guiraut I Trancaleon de Armagnac
3. Theobald, que falleció joven

Su tercera esposa fue Agnes de Borgoña, hija de Otón-Guillermo, duque de Borgoña.
Su segundo esposo fue Godofredo II de Anjou.
También tuvieron dos hijos y una hija:
1. Pedro Guillermo, más tarde duque Guillermo VII
2. Guy Geoffrey, más tarde duque Guillermo VIII
3. Inés de Poitou (o Ala de Poitou), casada con Enrique III, Sacro Emperador Romano (1043)

| Predecesor: Guillermo IV de Aquitania | Duque de Aquitania 995-1030 | Sucesor: Guillermo VI de Aquitania |
| Predecesor: Guillermo IV de Aquitania | Conde de Poitiers 1004-1030 | Sucesor: Guillermo VI de Aquitania |